# Har Amiram
Har Amiram (hebrejsky: הר עמירם) je hora o nadmořské výšce 684 metrů v severním Izraeli, v Horní Galileji, na hranici s Libanonem.
Má podobu plochého návrší, které se zvedá cca 2 kilometry severně od vesnice Štula a 2 kilometry severozápadně od libanonské obce Aita Ech Chaab. Přímo přes vrcholovou partii prochází pohraniční silnice a na izraelské straně se tu nachází základna bezpečnostních sil. Jižním a jihozápadním směrem terén prudce spadá do údolí horního toku vádí Nachal Becet. Zde byli v roce 2006 uneseni hnutím Hizballáh dva izraelští vojáci, Ehud Goldwasser a Eldad Regev. V důsledku tohoto incidentu pak došlo k druhé libanonské válce. Na protější straně údolí se zvedá vrch Har Magor. Společně s horou Har Rahav jižně od vesnice Štula jsou tyto tři vrcholy někdy označovány též jako Har Ajta.